# 玛丽娜·卢比安
玛丽娜·卢比安（義大利語：Marina Lubian，2000年4月11日—），意大利女子排球运动员。司职副攻，她代表意大利国家队参加2024年夏季奥林匹克运动会女子排球比赛，夺得冠军。